# Napier Deltic

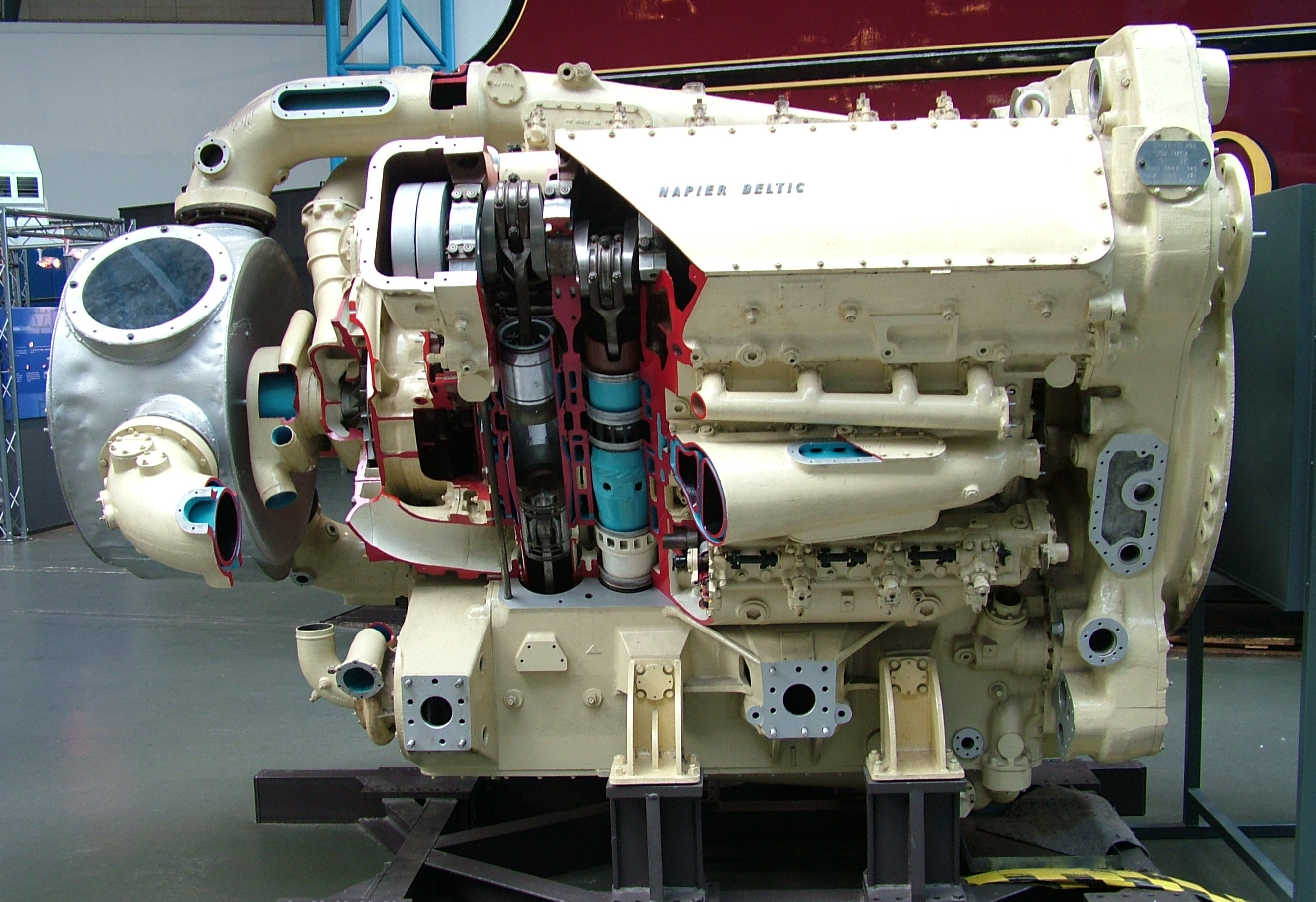
Motor Napier Deltic en el Museo Nacional del Ferrocarril, York, Reino Unido

El Napier Deltic es un motor diésel británico de pistones opuestos sin válvulas y de dos tiempos, utilizado en aplicaciones marinas y locomotoras. Fue diseñado y producido por Napier & Son. Los cilindros están divididos en tres bloques en una disposición triangular, de manera que los bloques ocupan los lados del triángulo y los cigüeñales están situados en cada vértice del triángulo.
El término Deltic (es decir, con la forma de la letra griega delta), se utiliza para referirse tanto a los motores diésel Deltic E.130 (de pistones opuestos de alta velocidad), como a las locomotoras producidas por English Electric con estos motores, incluyendo su locomotora de demostración denominada Deltic y la versión de producción en serie para los Ferrocarriles Británicos, llamada (TOPS) Clase 55.
También se emplea un motor turbo Deltic en otra locomotora English Electric, designada como la Clase 23. Tanto la locomotora como el motor eran popularmente conocidos como el "Bebé Deltic".

## Historia y diseño

Diagrama animado de la disposición del motor Deltic. Obsérvese cómo el cigüeñal inferior gira en dirección contraria a los superiores.

Visualización del orden de encendido de los cilindros del motor diésel Napier Deltic de 18 cilindros. La cuadrícula representa un desarrollo de la disposición del cilindro triangular, es decir, los bancos A, B, C (izquierda, arriba y derecha en la animación anterior) y las filas 1 a 6.

La historia del Napier Deltic comenzó en 1943, cuando el Almirantazgo británico creó un comité para desarrollar un potente y ligero motor diésel para lanchas torpederas. Hasta entonces, tales barcos en la Royal Navy eran propulsados por motores de gasolina, pero este combustible es fácilmente inflamable, lo que hace las embarcaciones vulnerables a los incendios, y en desventaja en comparación con los S-boote alemanes, que eran diésel.
Hasta ese momento, los motores diésel tenía mala relación potencia-peso y baja velocidad. Antes de la guerra, Napier había estado trabajando en un diseño diésel de aviación conocido como Culverin, después de producir versiones bajo licencia del Junkers Jumo 204. El Culverin utilizaba un diseño con pistones opuestos de dos tiempos. En lugar de cada cilindro tener un pistón único y estar cerrado en un extremo con una culata, el diseño basado en el motor Jumo utilizaba un cilindro alargado que contiene dos pistones, que se mueven en direcciones opuestas hacia el centro. Esto elimina la necesidad de una pesada culata, ya que el pistón opuesto hace este papel. En el lado negativo, el diseño requiere cigüeñales independientes en cada extremo del motor, y alguna forma de engranaje para combinarlos en un solo eje. La ventaja principal del diseño fue que da lugar a un motor "plano", destinado a ser colocado en las alas de los aviones grandes.
El Almirantazgo requería un motor mucho más potente, y conocía los diseños de los motores Junkers de seis cilindros multi-cigüeñal y en forma de diamante. Consideró que estos serían un punto de partida razonable para el diseño, aunque más grande de lo necesario. El resultado fue un triángulo, con los bancos de cilindros que forman los lados, y tres cigüeñales, uno en cada vértice. Los cigüeñales se conectaron con la eliminación gradual de marcha para impulsar un eje de salida. En esta disposición, había seis bancos de pistones que se movían en tres cigüeñales, equivalente a tres motores en V de dimensiones parecidas. Se podría producir varios modelos de motor Deltic con un número variable de cilindros, aunque los más comunes eran nueve y dieciocho cilindros, con tres y seis cilindros por bancada respectivamente. En 1946, el Almirantazgo firmó un contrato con la compañía English Electric, matriz de Napier, para el desarrollo de este motor.
Una característica del motor era la forma en que se dispuso el desfase del cigüeñal para permitir la sincronía entre la lumbrera de escape y la de admisión. Estos diseños de motor se llaman uniFLOW porque el flujo de gas dentro y fuera del cilindro siempre lleva el mismo sentido, asistido mediante sobrealimentación para mejorar el escape mediante el barrido del cilindro. El orden de las lumbreras de entrada/salida es dentro/fuera/dentro/fuera/dentro/fuera a medida que se da la vuelta al anillo triangular (es decir, la entrada y la salida del colector se dispone con simetría rotacional C3).
Los anteriores intentos de diseño de este tipo de motor fallaron debido a la dificultad de forzar a los pistones a moverse de la manera correcta, para los tres cilindros en una delta, y este era el problema que hizo que Junkers Motorenbau abandonara el trabajo sobre la forma en delta (mientras continuó con el prototipo en forma de diamante con cuatro cigüeñales y 24 cilindros del Junkers Jumo 223). Herbert Penwarden, del Laboratorio de Ingeniería del Almirantazgo, resolvió este problema, sugiriendo que un cigüeñal debería girar en sentido antihorario para que el pistón alcanzara la posición de escape correcta, por lo que los diseñadores de Napier produjeron el engranaje necesario para que uno de ellos girase en dirección opuesta a los otros dos.
Al ser un diseño de pistones opuestos sin válvulas de entrada o de escape, y sin ninguna capacidad para ajustar el avance entre ambos, el diseño del Deltic dispuso cada cigüeñal conectando dos pistones que funcionaban en cilindros adyacentes diferentes en el mismo plano, utilizando un sistema de bielas especiales.
Cigüeñales y bielas fueron dispuestos de modo que el pistón de cada cilindro impulsara la rotación del cigüeñal durante 20 grados. Esto permitía que el escape se abriese antes que la abertura de la admisión, y permitía que la admisión se cerrase después que el escape, lo que permitía tanto una buena compresión de los gases de escape, como una notable eficiencia volumétrica para la carga de aire fresco. A su vez, este diseño también contribuyó a producir el zumbido característico del escape del Deltic, con una carga de ignición cada 20 grados de revolución del cigüeñal, y la falta de vibración torsional, ideal para su uso en buques dragaminas.
Aunque el motor no requería de válvulas de asiento, cada bancada tenía un árbol de levas para accionar las bombas de inyección de combustible, porque cada cilindro tenía su propio inyector y bomba, accionados por su propio lóbulo de la leva.

## Despliegue

### Naval

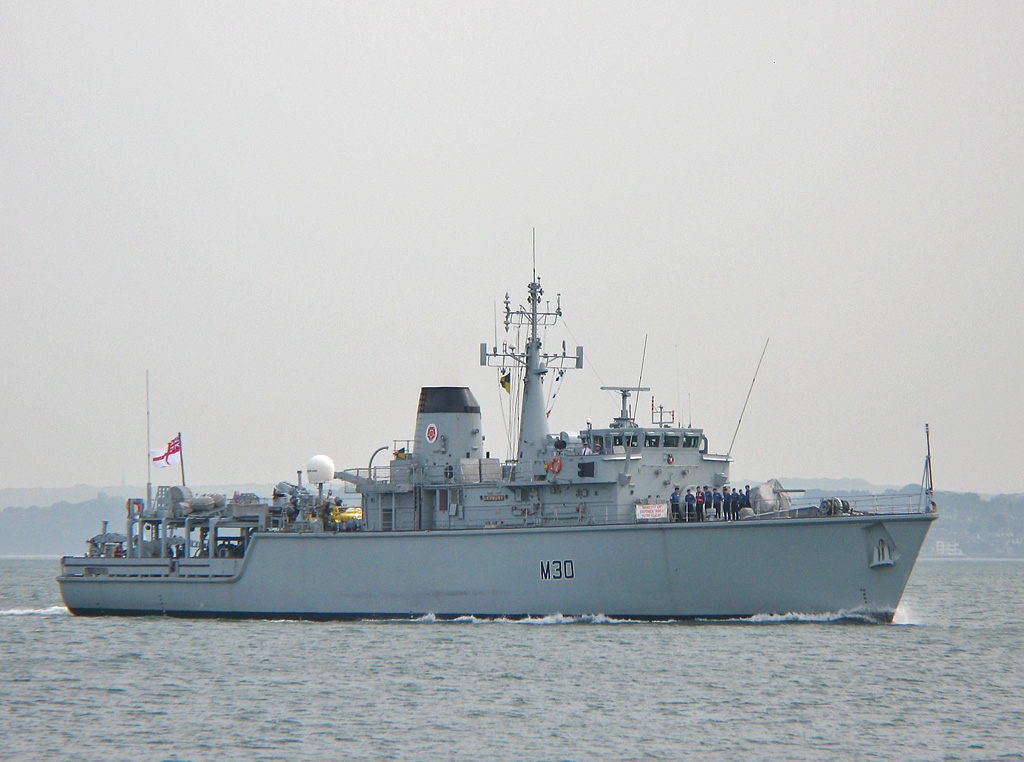
El buque dragaminas de la clase Hunt HMS Ledbury propulsado con motores Deltic.

El desarrollo comenzó en 1947 y la primera unidad Deltic fue producida en 1950. En enero de 1952 estaban disponibles seis motores, suficientes para el pleno desarrollo y las pruebas de resistencia. El S-212, una torpedera alemana capturada, propulsada por tres motores diésel Mercedes-Benz, fue seleccionado para estos ensayos, ya que su planta motriz era aproximadamente de la misma potencia que las nuevas Deltic de 18 cilindros. Dos de los tres motores Mercedes-Benz fueron reemplazados con Napier Deltic. El diseño compacto del Deltic se puede ilustrar gráficamente: tenían la mitad de tamaño que los motores originales. El Deltic pesaba una quinta parte que sus contemporáneos de potencia equivalente.
Dando buenos resultados, los motores diésel Deltic se convirtieron en un motor común en embarcaciones navales pequeñas y rápidas. La Royal Navy los utilizó por primera vez en la clase Dark de naves de ataque rápido. Posteriormente se utilizó en otras naves de ataque menores. La baja huella magnética de los motores diésel era útil para utilizar en operaciones para neutralizar minas, y el Deltic fue seleccionado para propulsar los dragaminas de la clase Ton. El motor Deltic todavía está en servicio en la clase Hunt.
Los motores Deltic han servido en BTT y torpederas construidas por otras marinas. Particularmente notable fue el noruego Tjeld o clase Nasty, que se vendió a Alemania, a Grecia, y a la Armada de los Estados Unidos. Los barcos de la clase Nasty sirvieron en la guerra de Vietnam, en gran parte de las operaciones encubiertas.
Motores más pequeños, de nueve cilindros Deltic 9, se utilizaron como propulsores marinos, en particular para la limpieza de minas. Las embarcaciones de la clase Ton estaban accionadas por un par de Deltic 18; y se utilizaba un Deltic 9 adicional para la generación de la energía necesaria para el barrido de influencia magnética. La clase Hunt utilizaba tres Deltic 9, dos para la propulsión y de nuevo uno para la generación de energía, pero en esta ocasión con una bomba hidráulica integrada para dar potencia a los propulsores de proa para maniobrar a baja velocidad.

### Ferrocarril

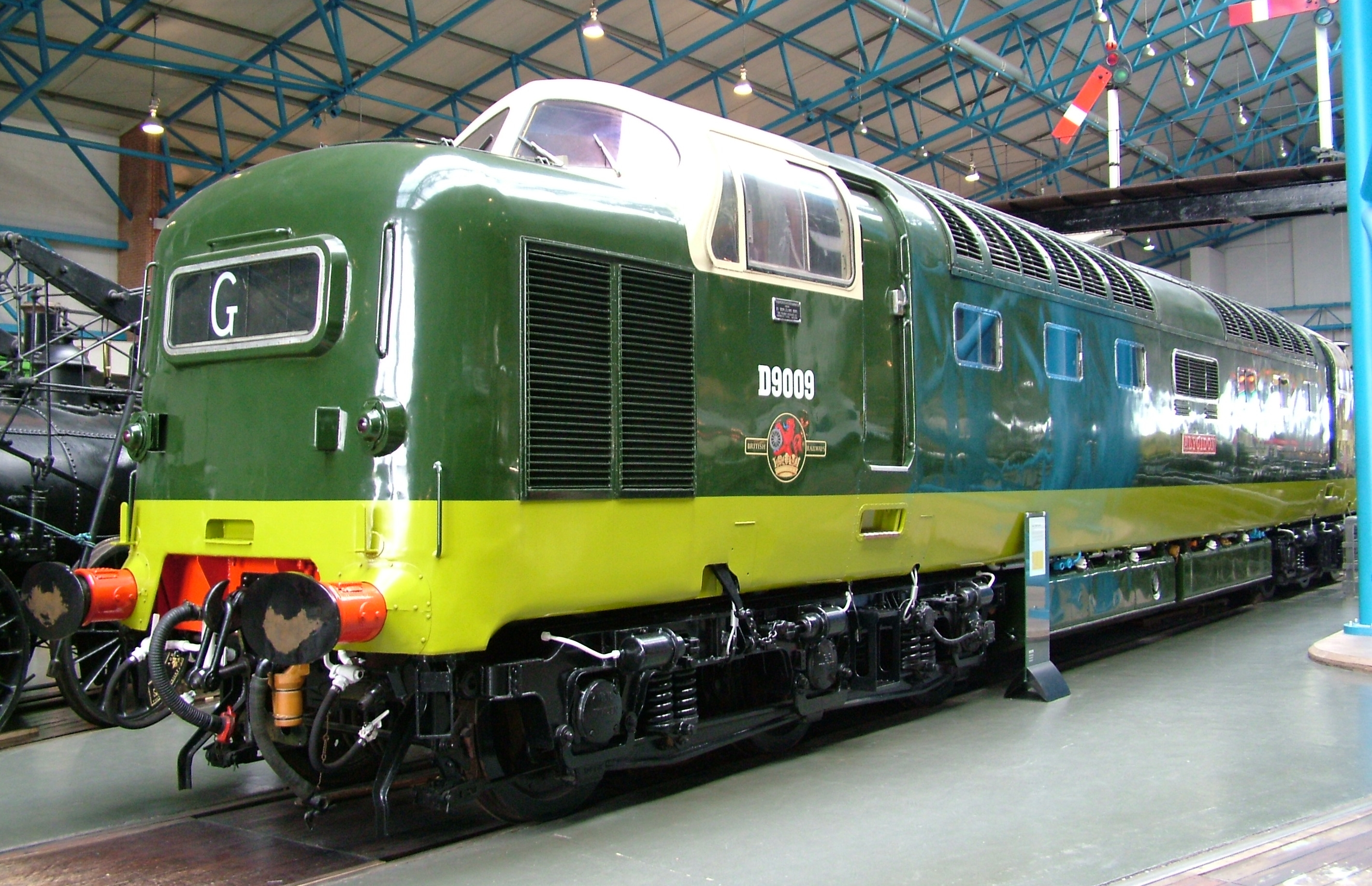
Locomotora Alycidon, Clase 55, con motor Napier Deltic, en el Museo Nacional del Ferrocarril, York, Reino Unido

El Comité Ejecutivo de la English Electric, la compañía matriz del constructor de motores Napier, vio desde el principio el potencial de los motores Deltic para su uso en el sector ferroviario. En 1955, bajo el nombre de DP1, construyó un prototipo de locomotora pesada diésel-eléctrica para el servicio expreso en el Reino Unido, propulsada por dos motores Deltic limitados a 1650 hp (1230 kW). La restricción de la potencia se consideraba necesaria con el fin de lograr la alta fiabilidad requerida en las operaciones ferroviarias, con largos intervalos de servicio.
Después de extensas pruebas en los años 1961 y 1962, se entregaron 22 máquinas de la serie Clase 55 que, sin embargo, se conocieron popularmente por lo general solo de manera genérica como "Deltics". Al prototipo DP 1 se le dio mucha publicidad y llevaba rotulado el nombre "Deltic" en un lateral. Los intentos posteriores de cambiar el nombre  (por ejemplo "Enterprise") fueron infructuosos y el nombre "Deltic" se mantuvo entre el gran público. La otra clase que empleaba los motores Deltic, era la Clase 23, que utiliza un solo motor deltic menos potente de nueve cilindros turboalimentado T9-29 de 1100 hp (820 kW), a la que se la conocía como 'Baby Deltic'.
Debido su sonoro nombre, al ruidoso y peculiar sonido del motor y al hecho de que se utilizara durante un largo periodo para los trenes expresos en algunas de las conexiones más importantes del Reino Unido, esta locomotora (a pesar de las pocas unidades construidas) era generalmente bien conocida, y no fue hasta finales de la década de 1970 cuando se retiraron del servicio regular (cuando se dispuso de un inter-city más rápido de la Clase 125).
Seis locomotoras se preservaron del desmantelamiento y algunos de estos ejemplares han sido restaurados en orden de marcha por amantes de los trenes, y de vez en cuando se pueden admirar (y oír) en funcionamiento estos trenes de museo.

## Fiabilidad
El motor Deltic era muy potente para su tamaño y peso, aunque era una unidad muy exigente, que requería un mantenimiento continuo y cuidadoso. Esto condujo a una política de sustitución de la unidad en lugar de su reparación in situ. Para ello, el diseño permitía una relativa fácil sustitución del motor. Al principio se enviaban de vuelta al fabricante para su reparación, aunque cuando expiraron los contratos iniciales, tanto la Royal Navy como los Ferrocarriles Británicos establecieron sus propios talleres para reparaciones. Este tipo de mantenimiento por reemplazo fue un hito, y más tarde se convirtió en un método ampliamente practicado a nivel mundial.

## Deltic Turbo-Combinado
El "E.185" o "Deltic Turbo-Combinado" fue una variante provista de un turbocompresor, de la que se proyectó y se construyó un único prototipo en 1956, probado en 1957. Aprovechó la experiencia de Napier en el Nomad, y su participación cada vez mayor en turbinas de gas. Se utilizaba el Deltic como el generador de gas en el interior de una turbina de gas, tanto con una etapa de doce compresores axiales como con una turbina de gas de tres etapas. A diferencia de la Nomad, esta turbina no estaba acoplada mecánicamente al cigüeñal, sino que simplemente accionaba el compresor. Se esperaba que produciría 6000 CV, con un ahorro de combustible y energía específica "insuperable". La predicción realizada por los ingenieros estrechamente relacionadas con el proyecto fue que se alcanzaría el límite por un fallo de la biela, que ocurriría cuando rindiera alrededor de 5300 CV. En pruebas se alcanzaron los 5600 CV antes de que una biela saliera lanzada a través de la caja del cigüeñal como se predijo. El interés de la marina había disminuido en 1958 a favor de la turbina de gas pura, a pesar de su consumo de combustible mayor, y no se llevó a cabo el desarrollo posterior del motor combinado.

## Motores similares
- Zvezda M503
- Motor en Rombo de Wifredo Ricart, patente ES0118013, 1930.